# Iugero
Lo iugero (dal latino iugerum) era un'unità di superficie agraria utilizzata dai Romani.

## Descrizione
Lo iugero equivaleva all'area di terreno che era possibile arare in una giornata di lavoro con una coppia di buoi aggiogati (di qui l'etimologia da "iugum", cioè "giogo"). Lo iugero corrispondeva così a circa un quarto di ettaro, più precisamente a 2.519,9 m².
Lo iugero era idealmente concepito come un rettangolo di 12×24 pertiche di lato, ovvero come l'unione di due actus quadrati (essendo l'actus pari a 12 pertiche lineari). Corrispondeva quindi a 288 scrupula ovvero pertiche quadrate (o tavole, secondo la denominazione assunta nel Medioevo), cioè 28800 piedi quadrati (essendo la pertica pari a dieci piedi e la pertica quadra uguale a 100 piedi quadri).
I Romani avevano altre misure di superficie: la più piccola era il pes quadratum (piede quadrato), pari a 0,087 m²; vi erano poi le misure maggiori, quali:
l'heredium, o doppio iugero = 5.039,8 m² (circa mezzo ettaro);
la centuria (100 heredia ovvero 200 iugeri) = 503.980 m² (circa 50 ettari);
il saltus (4 centurie ovvero 800 iugeri) = 2.015.920 m² (circa 200 ettari).
Le misure romane di lunghezza e superficie, a cominciare dal piede che era la base di tutte, non furono costanti nel tempo; per questo si possono notare alcune discrepanze tra i valori indicati dai vari autori.

## Lo iugero nel Medioevo
Nell'Italia settentrionale nel Medioevo era ancora utilizzato lo iugero come misura pari a dodici pertiche e a un dodicesimo del manso. Nei documenti altomedievali appare generalmente come jugium o iugis, e solo nel basso Medioevo riappare la corretta dicitura iugerum. Corrispondeva a 7900 m². Il valore poteva variare da luogo a luogo ma era sempre nell'ordine di 7000 o 8000 m², dunque assai maggiore dello iugero romano. In particolare era venuto a mancare il significato pratico di terreno lavorabile in una giornata: per questo fu sostituito da altre unità come la biolca, la tornatura e la giornata piemontese, simili nel valore e nel significato allo iugero romano.
Lo iugero medievale corrispondeva sempre a 288 tavole cioè pertiche quadrate, ma variava molto anche in ragione della diversa lunghezza della pertica (da 12 a 6 piedi) e dello stesso piede lineare.
Era suddiviso a seconda della zona in 12 pertiche iugiali di 24 tavole, o 24 staia di 12 tavole, o quattro biolche di 72 tavole.